# Expression (linguistique)
Pour les articles homonymes, voir Expression.
Dans l’étude de la langue (grammaire, linguistique, philosophie du langage), une expression est un mot ou un groupe de mots consécutifs délimité arbitrairement. Elle est représentée par un signe.
En grammaire, l’analyse syntaxique scinde le texte en expressions appelées phrases et scinde les phrases en expressions appelées syntagmes, selon leur fonction dans la phrase.
En philosophie du langage, on distingue les expressions nominales comme celles ayant une référence dans le monde réel, telles que les noms propres et les descriptions définies.